# Наводнение в странах Северного моря (1953)

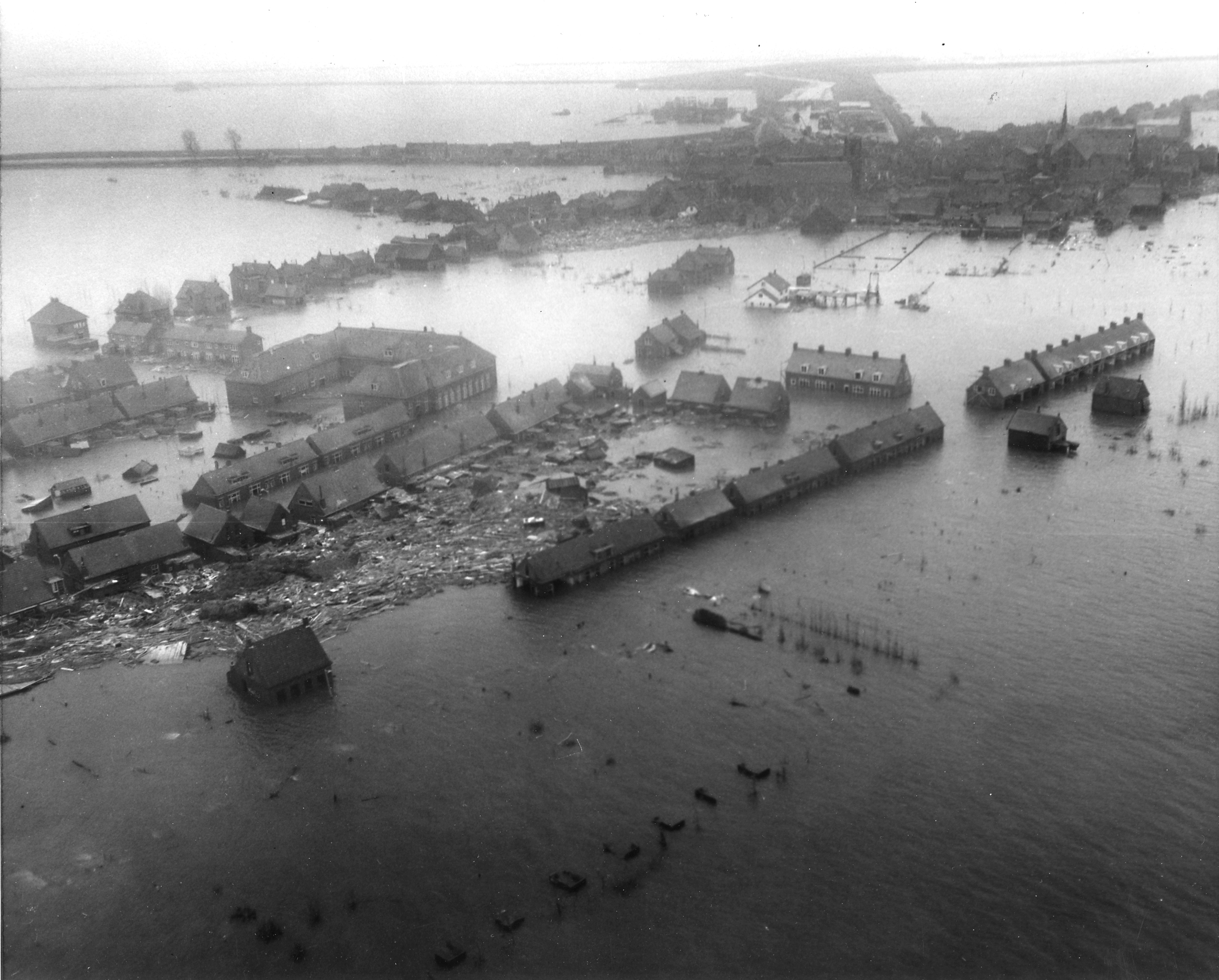
Зёйд-Бевеланд, 1953 год

Наводнение в странах Северного моря в 1953 году — вызванный штормом высокий прилив, произошедший на берегах Северного моря в ночь с 31 января на 1 февраля 1953 года. Пострадавшие страны: Нидерланды, Великобритания, Германия, Дания, Норвегия и Бельгия.
Уровень воды поднялся на 5,6 метра выше средних значений. В общей сложности погибло около 2400 человек.

## Кино
В 2009 году на экраны вышел фильм «Шторм» режиссера Бена Сомбогарта. В главных ролях — Сильвия Хукс и Барри Атсма.